# Maciej Muraszko
Maciej Muraszko (ur. 8 grudnia 1967 w Poznaniu) – polski muzyk, kompozytor, aranżer i producent.

## Życiorys
Absolwent Akademii Muzycznej w Poznaniu. Ma w swoim dorobku współpracę z wieloma artystami, m.in. z Marylą Rodowicz, Zbigniewem Górnym, Ryszardem Rynkowskim, Mieczysławem Szcześniakiem, Maciejem Maleńczukiem, Zbigniewem Wodeckim, Rudi Schubertem, Piotrem Gąsowskim, Krzesimirem Dębskim, Kevinem Davisem oraz Nippim Noyą. Współpracował z Poznańską Orkiestrą Rozrywkową Polskiego Radia I Telewizji, Filharmonią Poznańską oraz Filharmonią Narodową.
Syn Janusza Muraszko – kompozytora, aranżera, pianisty, akompaniatora, szefa muzycznego Studenckiego Teatru Nurt w Poznaniu, kierownika artystycznego Zespołu Estradowego Wojsk Lotniczych i Obrony Powietrznej „Eskadra”, który współpracował z Aliną Janowską, Marią Koterbską, Zbigniewem Kurtyczem, Emilem Karewiczem oraz Alicją Majewską.

## Twórczość
- Twórca muzyki do filmów dokumentalnych (m.in. Wracając do Marka[4] – dokument o Marku Hłasce) i reklamowych (laureat nagrody TYTANA) oraz muzyki filmowej i teatralnej (m.in. „Pinokio”[5], „Król Ubu”, „Toksyny[6]”) oraz współczesnej (m.in. Warszawska Jesień, Tryptyk „Wierchy” na siedemdziesięciu perkusistów, organy i chór wykonany w Poznaniu, Genewie i w Barcelonie).
- Założyciel wielu formacji muzycznych, m.in. Kwartetu A2 z Krzysztofem Majchrzakiem[7][8], zespołu Los Locos[9], fm mooraho oraz Psychodancing.
- Producent muzyczny m.in. wszystkich płyt wydanych wspólnie przez Macieja Maleńczuka i zespół Psychodancing. Za płytę Tęczowa swasta otrzymał nominację do Fryderyka w kategorii „Album Roku Elektronika”[10].
- Producent muzyczny płyty Cudowny świat[11][12] dedykowanej polskiemu kardiochirurgowi Zbigniewowi Relidze, w nagraniu której udział wzięli wybitni polscy wykonawcy (m.in. Stanisława Celińska, Małgorzata Walewska, Zbigniew Kurtycz, Stanisław Sojka, Mietek Szcześniak) z towarzyszeniem Filharmonii Zabrzańskiej.
- Pomysłodawca, producent i kompozytor albumów Stanisławy Celińskiej:
  - Atramentowa… – dwukrotnie platynowa płyta[13], za którą otrzymał nominację do Fryderyka w kategorii „Album Roku Pop”[14].
  - Atramentowa… Suplement[15] – platynowa płyta[16]
  - Świątecznie...[17][18] – złota płyta[19]. Wszystkie trzy płyty Stanisławy Celińskiej znalazły się w pierwszej pięćdziesiątce najlepiej sprzedających się płyt w roku 2016.
  - 25 maja 2018 odbyła się premiera kolejnej płyty duetu Muraszko-Celińska zatytułowanej „Malinowa…”, która w październiku tego samego roku zdobyła status złotej płyty[20], w marcu 2019 Fryderyka w kategorii „Album Roku Muzyka Poetycka”[21], a w czerwcu podczas 56. Krajowego Festiwalu Piosenki Polskiej w Opolu status platynowej płyty[22][23].
- Współautor koncepcji płyty Jarzynki i przyjaciele[24][25], która została wydana w maju 2016 roku (napisał muzykę, współtworzył teksty, a także zrobił aranżacje utworów oraz uczestniczył w nagraniach jako multiinstrumentalista).
- Producent solowej płyty Maryli Rodowicz Ach świecie...[26][27] – złota płyta[20].
- Kompozytor suity z okazji 250 lat Andrychowa[28][29] – „Andrychów, dzieje tkane nutami” oraz kierownik muzyczny widowiska estradowego z udziałem gwiazd polskiej estrady (Stanisława Celińska, Kasia Kowalska, Krzysztof Cugowski, Stachursky, Monika Kuszyńska, Stanisław Sojka).
- Współproducent i współkompozytor płyty Idy Prosta historia[30]
- Kompozytor utworu oratoryjnego „List do przyjaciela” na podstawie sonetu Karola Wojtyły oraz muzyki do pastorałek – prapremiera podczas koncertu z okazji 700-lecia Inwałdu z udziałem takich gwiazd, jak: Daniel Olbrychski, Hanna Banaszak, Kasia Kowalska i Małgorzata Ostrowska
- Kompozytor „Modlitwy o pokój” do słów Stanisławy Celińskiej – premiera podczas „Koncertu dla Niepodległej” na PGE Stadionie Narodowym 10 listopada 2018.
- Kompozytor muzyki do pierwszego muzycznego wykonania „Inwokacji” Adama Mickiewicza, które miało premierę na koncercie 2 czerwca z okazji 40 rocznicy pielgrzymki Jana Pawła do Polski[31][32].
- Producent muzyczny płyty Małgorzaty Ostrowskiej Na świecie nie ma pustych miejsc[33], aranżer oraz kompozytor sześciu utworów na płycie.

## Nagrody
- 2007: Nagroda publiczności „Jańcio Wodnik” na XIV Ogólnopolskim Festiwalu Sztuki Filmowej „Prowincjonalia 2007” za muzykę do filmu Wiesława Saniewskiego Bezmiar sprawiedliwości[34].
- 2019: „Fryderyk” za płytę „Malinowa…” w kategorii „Album Roku Muzyka Poetycka” (statuetki otrzymali Stanisława Celińska jako wykonawczyni i Maciej Muraszko jako producent i kompozytor)[35].